# Porfiriusz Kulczycki
Porfiriusz Kulczycki herbu Sas (zm. 16 czerwca 1716 roku), duchowny greckokatolicki. Od 1703 ordynariusz pińsko- turowski. W latach 1708–1710 administrował archieparchią połocką.